# 西迎寺 (新宿区)
西迎寺（さいこうじ）は、東京都新宿区にある浄土宗の寺院。

## 歴史
1490年（延徳2年）、西迎法師によって開山された。西迎は三浦氏出身で、太田道灌の菩提を弔うために創建した。
元々は江戸紅葉山（現皇居）に位置していたが、江戸時代に江戸城拡張工事のため、現在地に移転した。
境内には露坐の阿弥陀如来像がある。1694年（元禄7年）、幕臣の伏見為智が父の供養のために造立したものである。像は椎名伊予守良寛の作である。

## 交通アクセス
- 都営地下鉄新宿線曙橋駅A1出口より徒歩4分（経路案内）。
- 四谷三丁目駅2番出口より徒歩5分（経路案内）。